# 张子衡 (1899年)
张子衡（1899年—1987年9月22日），直隶（今河北）巨鹿人。中华人民共和国政治人物。

## 生平

### 民国时期
1931年九一八事件后，张子衡开始接受马列主义。1933年1月，加入中国共产党。1934年，受地下党派遣，抵达冀南从事民运工作。同年11月至1937年7月，出任中共直南特委秘书长。1935年，组织参加直南暴动。1936年，从事机要交通工作。抗日战争爆发后，1937年7月至11月，任中共平汉线省委秘书长。11月，任中共冀豫晋省委秘书长。1938年3月至8月，任中共冀鲁豫省委员会委员、秘书长。后任中共冀南区委秘书长、中共晋冀豫区党委秘书长。
之后他跟随晋冀豫区党委进入冀南发动民运，为八路军东进部队在冀南建立抗日民主政权、扩大晋冀豫抗日民主根据地创造了条件。1939年至1945年8月在延安中央机关工作。1941年2月，调到中央秘书处工作。曾任中共中央办公厅党务研究室研究员、中央机关党总支书记等职。1945年4月至6月，作为中直、军直代表团成员参加中国共产党第七次全国代表大会。
抗日战争结束后，抵达东北工作。1945年10月至1946年1月，任中共辽宁本溪市委副书记兼宣传部部长（书记为李力果），市委驻地在溪湖区东山原鹤友俱乐部。1945年12月起，兼任本溪新报社负责人。1945年11月至12月，兼任中共本溪县委书记。1946年5月2日，市委机关撤离本溪市区东迁至本溪县田师傅。同年6月，中华民国国军占领本溪，中共中央东北局决定撤销中共本溪市委。1949年，解放军再度占领本溪。5月10日，安东省委所属的中共本溪市委改由东北局直接领导。6月15日，东北局批准中共本溪市委组成人员，李亚光为书记，张子衡为副书记。

### 共和国时期
中华人民共和国成立后，1949年10月至1950年4月，担任中共本溪市委第一副书记。之后出任中共辽宁省旅大市委直属机关党委书记、中共中央东北局纪律检查委员会处长、办公室主任。1954年8月至1955年6月，任中共辽宁省委纪律检查委员会书记。1959年9月至1967年1月，任中共辽宁省委常务委员、辽宁省委监察委员会第一书记。文化大革命期间受迫害。1968年5月8日，中共中央批准成立辽宁省革命委员会后，中共辽宁省委机关干部遭到冲击。11月他下放至盘锦“辽宁五七干校”遭到监禁。
1977年12月至1980年1月，出任辽宁省第四届政协副主席。1980年1月至1983年4月，任辽宁省第五届人大常委会副主任。1987年9月22日，因病在沈阳逝世。